# Hagahuset, Solna

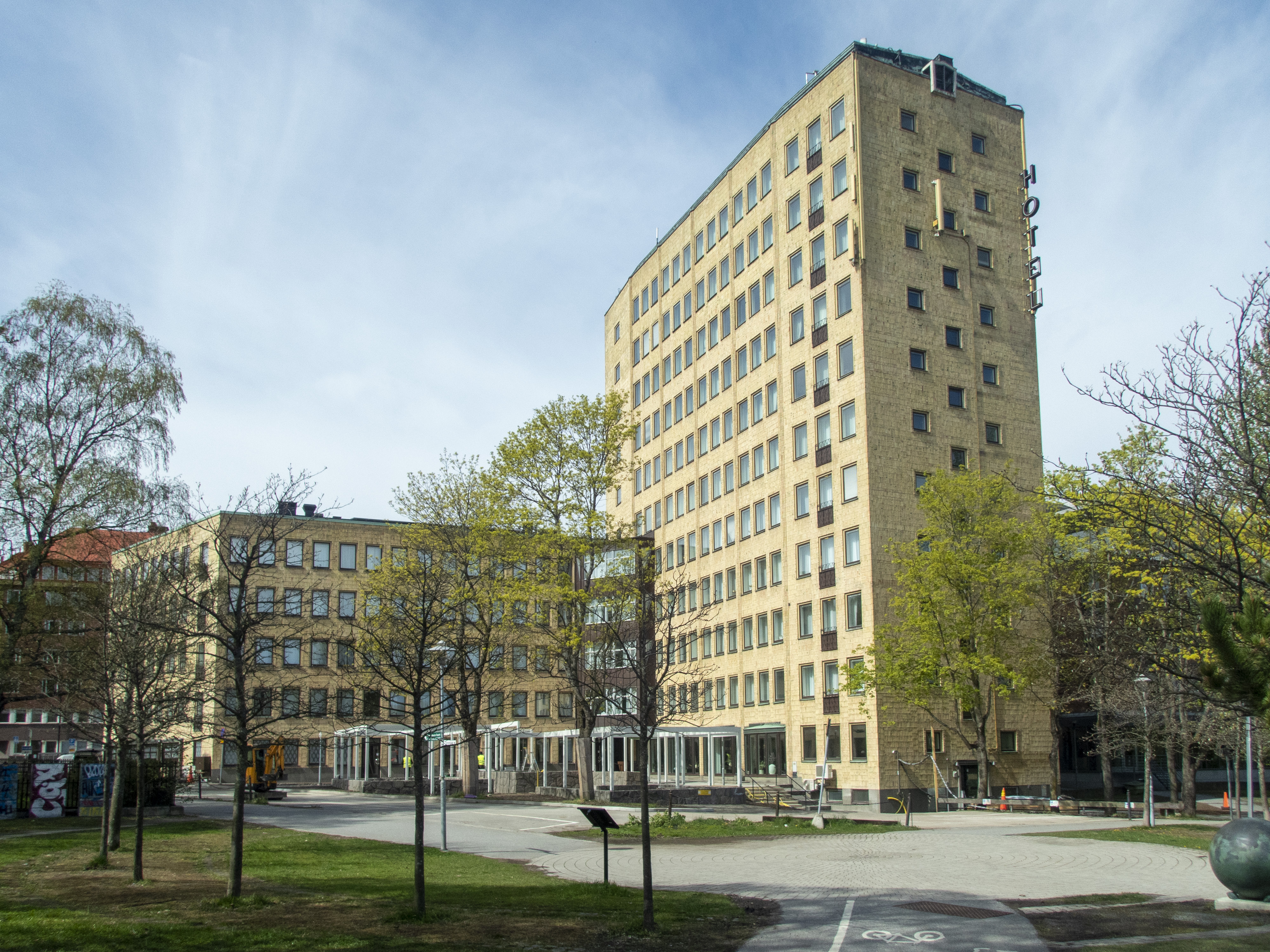
Hagahuset

Hagahuset (tidigare Landstingshuset) är ett höghuskomplex ritat av arkitekt Stig Annerfelt beläget på Råsundavägen 1 i Solna kommun. Huset uppfördes som kontorshus för Stockholms läns landstings samlade förvaltning 1954–1957 och behöll den funktionen till början av 1970-talet då Stockholms kommun anslöt sig till Stockholms läns landsting och förvaltningen flyttade till det gamla garnisonssjukhuset på Kungsholmen.

## Läge
Huset ligger i anslutning till Haga Norra och E4 vid infarten till Stockholm norrifrån. På andra sidan motorvägen ligger Hagaparken och söder om byggnaden finns Norra kyrkogården.

## Byggnaden

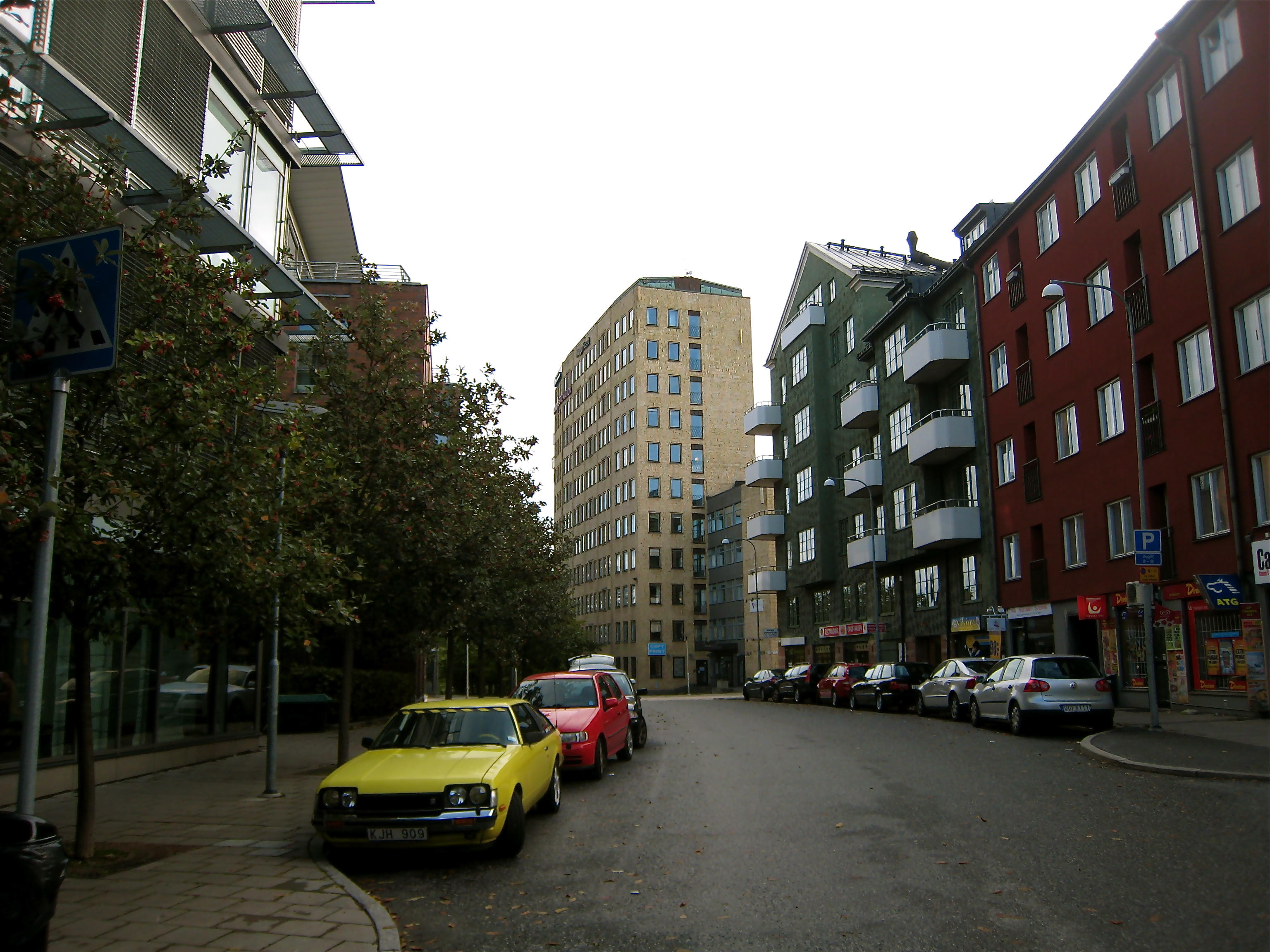
Byggnaden sedd från Råsundavägen

Byggnaden består av två byggnadskroppar, en elva våningars höghusdel och en femvåningar hög flygel i vinkel. Byggnaden är inspirerad av Giò Pontis samtida Pirellihus i Milano. Fasaden är i ljust tegel. Byggnaden har en rik konstnärlig utsmyckning, vid huvudingången står en bronsskulptur av Stig Blomberg, entréportarnas glas är skapade av Sven Sahlberg och entréhallen innehåller järn- och kopparsmide av Helge Johansson.

## Hagahuset i dag
Efter att landstinget flyttade ut har huset fungerat som vanligt kontorshus och är numera ägt av AFA. Huset genomgick en omfattande invändig renovering 1995. Efter ännu en försäljning och renovering 2017-2018 är byggnaden nu ett hotell, Hotel Gio, med restaurang, Mama Gio, i bottenplanet. Namnen syftar på arkitekten Gio Ponti.